# 425-й истребительный авиационный полк Волховского фронта
425-й истребительный авиационный полк — воинская часть вооружённых сил СССР в Великой Отечественной войне.

## История
Сформирован в июле 1941 года в Рязанской высшей школе штурманов на аэродроме Дягилево по трёхэскадрильному штату № 015/134. Был вооружён 32 истребителями МиГ-3
В составе действующей армии с 10 августа 1941 по 10 ноября 1941 и с 23 марта 1942 по 14 июля 1942 года.
С 10 августа 1941 по 10 ноября 1941 года действует близ Ленинграда в составе 7-го истребительного авиационного корпуса ПВО, ведёт бои в районе Колпино, Красногвардейска. В ноябре 1941 года отправлен в резерв.
В марте 1942 поступил в распоряжение командования 52-й армии, действует в районе Малой Вишеры, Чудова, Новгорода, прикрывает Октябрьскую железную дорогу, участвует в Любанской операции.
С мая 1942 года не числится в составе действующей армии по Справочнику боевого состава советской армии 1941—1945 годов, однако при этом по Перечню № 12 авиационных полков остаётся в действующей армии вплоть до середине июля 1942 года. Аналогичная ситуация имеет место с 796-м истребительным авиационным полком, действовавшим там же. Есть данные о том, что некоторые лётчики полка воевали с апреля 1942 года в составе 2-го гвардейского истребительного авиационного полка, действовавшего на том же направлении.

## Подчинение
| Дата            | Фронт (округ)            | Армия      | Корпус                                    | Дивизия (бригада)                 | Примечания                       |
| --------------- | ------------------------ | ---------- | ----------------------------------------- | --------------------------------- | -------------------------------- |
| 01.09.1941 года | Ленинградский фронт      | -          | 7-й истребительный авиационный корпус ПВО | -                                 | -                                |
| 01.10.1941 года | Ленинградский фронт      | -          | 7-й истребительный авиационный корпус ПВО | -                                 | -                                |
| 01.11.1941 года | Ленинградский фронт      | -          | 7-й истребительный авиационный корпус ПВО | -                                 | -                                |
| 01.12.1941 года | -                        | -          | -                                         | -                                 | нет данных (на переформировании) |
| 01.01.1942 года | Московский военный округ | -          | -                                         | -                                 | -                                |
| 01.02.1942 года | Резерв Ставки ВГК        | -          | -                                         | -                                 | -                                |
| 01.03.1942 года | Резерв Ставки ВГК        | -          | -                                         | 1-я резервная авиационная бригада | -                                |
| 01.04.1942 года | Волховский фронт         | 52-я армия | -                                         | -                                 | -                                |

## Командиры
- майор, подполковник Соколов Станислав Осипович[2], 10.08.1941 — 17.09.1942